# زبان درخطر
زبانِ درخطر به زبانی گفته می‌شود که در معرض نابودی باشد. تعداد گویشوران یک «زبان درخطر» لزوماً کم نیست، بلکه حتی اگر تعداد آن‌ها طی مدت به نسبت کوتاهی در حال کاهش شدید بوده باشد، باز با آن به سان زبان درخطر برخورد می‌شود.
نیمی از زبان‌های شناخته شده جهان با خطر نابودی روبرو هستند و گسترش راه‌های ارتباطی سرعت این نابودی را افزایش می‌دهد.
یکی از عوامل تأثیرگذار و تهدید کننده زبان‌ها و گویش‌های قومی و روستایی، مهاجرت‌های مهار گسیخته از روستاها و شهرهای کوچک به کلان‌شهرها بوده و هست. با اوج گرفتن زندگی شهری و میل به صنعتی شدن و به ویژه تمرکز واحدهای صنعتی در جوار شهرهای بزرگ با هدف نزدیکی به بازار مصرف و تأمین نیاز این واحدها به کارگر و از سوی دیگر، جفا و بی‌توجهی در حق کشاورزی و دامداری سنتی و باغداری، از دهه ۴۰ و ۵۰ شمسی، کشور با اوج‌گیری مهاجرت از روستاییان به شهرها، روبه‌رو شد. این مهاجران و به ویژه نسل‌های بعدی آن‌ها در جامعه شهری مستحیل شده و حتی مایل یا قادر به حفظ خود به عنوان «خرده فرهنگ» نیز نبودند. با به محاق رفتن مهاجران روستایی و گم شدن آن‌ها در جامعه و جمعیت شهری، زبان و فرهنگ آن‌ها و حتی هویت اصیل آن‌ها نیز در هیاهوی شهر از یاد رفت.
یکی دیگر از عوامل مؤثر بر نابودی زبان‌های محلی، انقلاب ارتباطات و رشد سریع وسایل ارتباط جمعی به ویژه رسانه‌های تصویری و شنیداری است. راه‌یابی رادیو و در ادامه تلویزیون به روستاها، موجب آگاهی روستاییان از واقعیات بیشتر شد. یک واقعیت اینکه، دنیای بهتری خارج از روستا وحود دارد. دنیایی زیبا و پاکیزه و مرفه. دنیایی سرشار از امکانات، شادی، آسایش و خوبی و خالی از ملال و رنج و سختی. دنیایی که در آنجا فاصله میان خواستن تا به دست آوردن، بسیار کوتاه بود. روستایی در آرزوی رسیدن به آرمان شهر معرفی شده در رادیو و تلویزیون، راهی جز فرار از روستا و پناه بردن به شهر برای خود تصور نمی‌کرد. فرار از روستا نیز لاجرم به فرار از زبان، فرهنگ، هویت و خویشتن خویش، منتهی شد.

## نگاهی به دلایل جامعه‌شناختی نابودی زبان‌ها
از زمان‌های بسیار دور زبان‌ها به دنیا آمده‌اند، زیسته‌اند و از میان رفته‌اند. اما امروزه با سرعتی بی‌سابقه در حال نابودی‌اند. اکنون در جهان در هر سال ده زبان خاموش می‌شود و زبان‌شناسان پیش‌بینی می‌کنند اگر این روند ادامه یابد؛ نود درصد زبان‌ها تا سدهٔ آینده رو به خاموشی خواهند رفت. از آنجایی که فرهنگ وابسته به زبان است، با زبان شکوفا می‌شود به حیات خود ادامه می‌دهد و منتقل می‌شود؛ با مرگ هر زبان فرهنگ وابسته به آن نیز در معرض نابودی قرار می‌گیرد. از سوی دیگر هر زبانی سازگاری‌های ضروری با شرایط ویژهٔ اجتماعی، اقتصادی و زیست‌محیطی را برای گویشورانش فراهم کرده و امکان شناخت هستی از دریچه‌ای ویژه را برای آنها میسر می‌سازد؛ لذا مرگ زبان‌ها به مثابه نابودی همهٔ این امکان‌های ضروری برای حیات اجتماعی و تداوم فرهنگ است.
در نابودی زبان‌ها عوامل عدیده‌ای دخیلند که دارای ابعاد روان‌شناختی، جغرافیایی، اقتصادی، سیاسی و اجتماعی بوده و از جنبه‌های خرد مانند میزان علاقهٔ فردی کاربران به حفظ زبان مادری گرفته تا جنبه‌های کلان مانند کاهش جمعیت گویشوران، عوامل طبیعی، استعمار، جهانی شدن، نقش دولت‌های ملی و … را شامل می‌باشد؛ بنابراین حل این مسئله تلاش‌ها و دگرگونی‌هایی همه‌جانبه را در عرصه‌های خرد و کلان طلب می‌کند.

## زبان‌های درخطر در ایران
طبق اعلام اطلس زبان‌های جهان بیش از ۲۰ زبان در ایران در معرض نابودی و انقراض کامل هستند. یونسکو نیز ۲۴ یا ۲۵ زبان را در خطر نابودی در ایران اعلام کرده است. آماری که در منابع از جمله اطلس زبان‌های درخطر سازمان یونسکو از شمار و نام زبان‌های در خطر ایران ارائه شده متأسفانه دقیق نیست. به عنوان مثال در این اطلس تعداد زبان‌های در خطر ایران، ۲۵ زبان برآورد شده است اما این فهرست از دید متخصصان فهرست قابل قبولی نیست. براساس اطلاعاتی که در منابع آمده است تعداد زبان‌های زنده ایران ۷۶ زبان است. در بین این ۷۶ زبان چیزی حدود نیمی از این زبان‌ها با درجه‌های مختلف در خطر هستند. سازمان یونسکو ۶ درجه برای میزان در خطر بودن یک زبان در نظر گرفته است و ۹ عامل را در این امر مؤثر می‌داند. از بین این عوامل دو عامل از اهمیت بالایی برخوردارند. یکی از آن‌ها تعداد سخنگویان زبان است. عامل دوم که یونسکو از آن به عنوان عامل طلایی یاد می‌کند، عامل انتقال بین نسلی است.
کتاب اطلس زبان‌های در معرض خطر جهان که به سردبیری کریستوفر موزلی و به قلم تعدادی از کارشناسان زبانشناسی در مناطق مختلف جغرافیایی جهان نوشته شده و توسط «سازمان یونسکو» منتشر گردیده، مطالبی را در خصوص زبانهای در معرض خطر یا انقراض در جهان به رشته تحریر درآورده است. یونسکو برای نخستین بار در سال ۱۹۹۶ اطلس زبان‌های در معرض خطر را منتشر نمود و بدین وسیله در رابطه با انقراض زبانها در جهان هشدار داد. این هشدار، اکنون توسط تصمیم گیران، سیاست گذاران و همچنین جوامع زبانی و دانشمندان، رسانه‌ها و جامعه مدنی در سرتاسر جهان جدی گرفته شده است. زبان در معرض خطر یا در حال انقراض، زبانی است که توسط نسل‌های قبلی به نسل جدید منتقل نمی‌شود. اینگونه زبان‌ها حتی در بین افرادی که به آن زبان صحبت می‌کنند فاقد هرگونه اعتبار بوده و در بسیاری از موارد به صورت مکتوب نیستند و فقط جنبه شفاهی دارند.

### زبان‌ها و گویش‌های در خطر نابودی
1. زبان‌های امن
2. زبان‌های باثبات ولی در معرض تهدید
3. زبان‌های آسیب‌پذیر
4. زبان‌های در معرض خطر
5. زبان‌های شدیداً در معرض خطر
6. زبان‌های کاملاً در معرض خطر
7. زبان‌های منقرض شده

در این میان ۲۴ زبان یا گویش در ایران جز آمار بالا هستند؛ از زبان‌های ایرانی، ترکی و سامی. اما نکته قابل توجه آن است که ۱۷ تای آنها جز «زبان‌های ایرانی» هستند.
۲ زبان منقرض شده‌اند: لشان ددان (آرامی) و هولالولا
۳ زبان در شرایط بحرانی هستند: سنایا (آرامی ۶۰ تن)، مانداییک (آرامی ۳۰۰ تن)، کوروشی (ایرانی ۲۰۰ تن)
۲ زبان بشدت در خطر نابودی قرار دارند: نطنزی (ایرانی ۷۰۰۰ تن)، نایینی (ایرانی ۷۰۰۰ تن)
۱۴ زبان در معرض خطرند: تاتی (ایرانی، جمعیت نامشخص)، آرامی (۲۴۰۰۰ تن)، جیدی (ایرانی ۳۰۰۰۰ تن)، وفسی (ایرانی ۱۸۰۰۰ تن)، آشتیانی (ایرانی ۲۱۰۰۰ تن)، سمنانی (ایرانی ۲۱۰۰۰ تن)، خوانساری (ایرانی ۲۱۰۰۰ تن)، گزی (ایرانی ۷۰۰۰ تن)، دری زرتشتی (ایرانی ۱۵۰۰۰ تن)، سوی (ایرانی ۷۰۰۰ تن)، بشاگردی (ایرانی ۷۰۰۰ تن)، [زبان لارستانی(اچمی)] (ایرانی ۲۰۰۰۰۰ تن)، سیوندی (ایرانی ۷۰۰۰ تن)
۳ زبان در وضعیت آسیب پذیرند: تالشی (ایرانی ۱۰۰۰۰۰۰ تن)، خلجی (ترکی ۴۲۱۰۰ تن)، ترکی خراسانی (۲۰۰۰۰۰ تن)
گویش‌های هرزنی و گرینگانی در استان اردبیل، تالشی در استان گیلان، وفسی و آشتیانی در استان مرکزی و تاکستانی در استان قزوین که همگی از گویش‌های زبان تاتی به‌شمار می‌روند، در خطر هستند. همچنین گویشوران لاهیجی، بالاخانی، سوراخانی و… که گویش‌های تاتی جمهوری آذربایجان محسوب می‌شوند نیز با چنان سرعتی در حال کاهشند که از دیدگاه زبانشناسی جزو زبان‌های «در حال انقراض» شمرده می‌شوند. شماری از گویش‌های استان سمنان نیز در معرض نابودی است. همچنین لُریِ «کُمزاری» (Komzari) که یک گویش ایرانی است و گویشوران آن در آن سوی تنگه هرمز و در کشور عمان هستند نیز جزو زبان‌های در خطر است. راهجردی، دزیدی، نطنزی، گزی، خونسازی، نائینی، دری زرتشتی، سنها (Sonha)، سیوندی، کرشی (Koroshi)، زبان لارستانی (اچمی) و گویشهای آن از دیگر زبان‌های ایرانی در خطر هستند. شماری از زبان‌هایی که گویشورانشان در تاجیکستان، ازبکستان، افغانستان و شرق چین زندگی می‌کنند نیز در گروه زبان‌های تهدید شونده قرار دارند.
طبق اعلام اطلس زبان‌های جهان بیش از ۲۰ زبان در ایران در معرض نابودی و انقراض کامل هستند. یونسکو نیز ۲۴ یا ۲۵ زبان را در خطر نابودی در ایران اعلام کرده است. آماری که در منابع از جمله اطلس زبان‌های درخطر سازمان یونسکو از شمار و نام زبان‌های در خطر ایران ارائه شده متأسفانه دقیق نیست. به عنوان مثال در این اطلس تعداد زبان‌های در خطر ایران، ۲۵ زبان برآورد شده است اما این فهرست از دید متخصصان فهرست قابل قبولی نیست. براساس اطلاعاتی که در منابع آمده است تعداد زبان‌های زنده ایران ۷۶ زبان است. در بین این ۷۶ زبان چیزی حدود نیمی از این زبان‌ها با درجه‌های مختلف در خطر هستند. سازمان یونسکو ۶ درجه برای میزان در خطربودن یک زبان در نظر گرفته است و ۹ عامل را در این امر مؤثر می‌داند. از بین این عوامل دو عامل از اهمیت بالایی برخوردارند. یکی از آن‌ها تعداد سخنگویان زبان است. عامل دوم که یونسکو از آن به عنوان عامل طلایی یاد می‌کند، عامل انتقال بین نسلی است.
زبان‌های زیر در خطر نابودی کامل قرار دارند:
1. زبان آشتیانی
2. زبان بشاگردی
3. زبان فارسیهود
4. زبان جیدی
5. زبان گزی
6. زبان گورانی
7. زبان خلجی
8. زبان ترکی خراسانی
9. زبان خوانساری
10. گویش کرشی
11. زبان اچمی
12. زبان مندائی
13. زبان نطنزی
14. زبان نائینی
15. زبان سمنانی
16. زبان سنایا
17. زبان سیوندی
18. زبان سوی
19. زبان تالشی
20. زبان تاتی
21. گویش وفسی
22. دری زرتشتی (گویش بهدینان)
23. لشان ددان
24. هولئولا